# Драговка
Драговка (укр. Драгівка) — село, Царичанский поселковый совет, Царичанский район, Днепропетровская область, Украина.
Код КОАТУУ — 1225655101. Население по переписи 2001 года составляло 330 человек.

## Географическое положение
Село Драговка находится на левом берегу реки Орель в месте впадения в неё реки Прядовка, выше по течению на расстоянии в 1,5 км расположено село Ивано-Яризовка, ниже по течению на расстоянии в 0,5 км расположено село Могилёв, на противоположном берегу — пгт Царичанка.
На расстоянии в 2 км протекает канал Днепр — Донбасс. Реки в этом месте извилистые, образуют лиманы, старицы и заболоченные озёра.